# Кригер-Войновский, Эдуард Брониславович
Эдуард Брониславович Кригер-Войновский (Войновский-Кригер) (6 [18] марта 1864, Майкоп — 3 января 1933, Берлин) — российский государственный деятель, инженер, последний министр путей сообщения Российской империи (1916—1917); действительный статский советник (10.04.1911).

## Биография
Родился 6 (18) марта 1864 года в Майкопе. Выходец из дворянской семьи, лютеранин. Отец — доктор медицины Бронислав Онуфриевич Кригер-Войновский (1835—1894), был старшим врачебным инспектором Терской области. Мать — Фанни Альбертовна Гальдшмидт. Брат — Генрих, сестра — Изабелла (в замужестве Федорова).
Окончил Владикавказское реальное училище (1881), Санкт-Петербургский практический технологический институт со степенью инженера-технолога (1886), Институт инженеров путей сообщения со званием гражданского инженера (1889).
Трудовую деятельность начал в Инспекции по надзору за восстановлением императорского поезда, разбитого при крушении в Борках. С 1890 года служил в Инспекции императорских поездов Министерства путей сообщения, с 1891 года — ревизор вагонов. Затем: начальник Главного депо службы тяги объединённых Балтийской и Псково-Рижской железных дорог (1893—1898), начальник службы движения этих дорог (1898—1899). В 1899 году был назначен помощником начальника движения Юго-Западных железных дорог, в 1900 году стал там же начальником службы тяги и подвижного состава. В 1906—1909 гг. — управляющий эксплуатационным отделом Управления железных дорог Министерства путей сообщения. Находясь на инженерных должностях, сотрудничал в русских технических журналах.
С 1909 года — управляющий Владикавказской железной дорогой; с 1911 года — в чине действительного статского советника. За время его управления железной дорогой её перевозки и валовая доходность выросли почти вдвое, увеличилось её народнохозяйственное значение. Было построено около 600 верст новых линий, выработаны новые типы паровозов и вагонов, которые были приобретены в значительном количестве. В Ростове-на-Дону сооружена речная гавань с хлебными складами, в Новороссийске построена большая сортировочная станция, во Владикавказе — новые главные вагонные мастерские. Были перестроены и расширены все узловые станции и ряд пассажирских зданий, построен ряд новых мостов, в том числе через Дон. Был построен ряд новых больниц (в том числе большая больница в Ростове-на-Дону), школ, санаториев для служащих и рабочих. Администрация дороги приступила к устройству новых курортов в Теберде и Нальчике. Были составлены проекты гидроэлектрических станций и электрификации части линии, приобретены собственные нефтяные промыслы и угольные рудники. В Ростове-на-Дону построено новое здание Управления железной дорогой.
Во время Первой мировой войны, в ноябре 1915 года был назначен на должность начальника Управления железных дорог министерства и сыграл значительную роль в организации железнодорожных перевозок в годы войны.
С 15 апреля 1916 года — товарищ министра путей сообщения, сменив Н. Л. Щукина. С 28 декабря 1916 года — управляющий министерством путей сообщения.
Современники отмечали, что Кригер-Войновский был одним из наиболее профессионально подготовленных железнодорожных деятелей для управления российскими железными дорогами. Впервые министром путей сообщения стал специалист, прошедший хорошую школу на всех этапах управления этого ведомства. К тому же во взвинченной обстановке столицы империи трудно было встретить другого, более спокойного и уравновешенного, дипломатически-корректного члена правительства. Ещё одним редким качеством Кригера-Войновского было то, что он умел чётко сформулировать и передать подчинённым соответствующие требования, считался одним из лучших ораторов. Многим импонировало и то, что он умел находить общий язык с представителями разных политических течений.
Уже первые действия Кригер-Войновского показали его порядочность — в отличие от многих он не стал чернить своих предшественников. 2 января в беседе со своими ближайшими сотрудниками подчеркнул, что намерен проводить курс, намеченный А. Ф. Треповым. Тогда же министр сказал, что его цель — удержать путейское ведомство вне политики, это отвечало бы существу деятельности министерства, его положения в государстве, роли и месту в экономической жизни. В отличие от многих николаевских назначенцев, созывавших пресс-конференции и дававших интервью газетам уже в день своего назначения на министерскую должность, он собрал представителей прессы только после детального знакомства с состоянием дел в ведомстве. В беседе с корреспондентами столичных газет отметил, что никакого серьёзного реформирования ведомства делать в условиях войны не предполагает. В этой связи собирался отозвать из Государственной Думы проекты реорганизации центрального и местных учреждений ведомства путей сообщения, направленные на существенную децентрализацию управления и особенно хозяйственной частью. Новый министр выступал за перераспределение прав и ответственности в пользу округов путей сообщения.
Кригер-Войновский признавал слабость железнодорожной сети и недостатки её технического оснащения, что в условиях военного времени сказывалось на результатах работы, хотя для нужд обороны было выделено почти 50 % всех перевозочных средств. Что касается развития сети, то, по мнению министра, заложенное в планах строительства новых дорог соотношение 1/3 частных и 2/3 государственных железных дорог является оптимальным и впредь.
Среди наиболее существенных мероприятий в путейском ведомстве, проведённых Кригер-Войновским, следует признать решение о дальнейшем углублении связи Министерства путей сообщения и Ставки Верховного главнокомандующего. 21 января 1917 года Николай II утвердил «Положение об управлении путями сообщения театра военных действий», которое было объявлено войскам. Согласно новому «Положению», вместо Главного управления военных сообщений в Ставке образовывалось Управление военных сообщений театра военных действий, подчинённое начальнику штаба. При штабе создавалось Управление путей сообщения, подчинённое товарищу министра путей сообщения на театре военных действий, и при штабах фронтов — Отделы путей сообщения фронтов. Кроме того, при начальниках военных сообщений фронтов, согласно «Положению», предполагалось учредить Особые совещания по перевозкам на фронтах для составления планов доставки военных грузов.
Кригер-Войновский пробыл на посту министра путей сообщения ровно два месяца. Начавшаяся буржуазно-демократическая революция не сумела сделать справедливый выбор между знающими своё дело специалистами и политически ангажированными чиновниками. Транспорт всё более становился заложником политики.
Во время февральской революции, 28 февраля 1917 года был арестован в своем кабинете членом Государственной думы А. А. Бубликовым, 2 марта освобождён. С мая 1917 года — член правления и председатель Владикавказской железной дороги (жил в Петербурге, где находилось правление). Нехватку хлеба в Петрограде накануне февральской революции рассматривал в качестве политической провокации, утверждая, что железнодорожные поставки обеспечивали в столице месячный запас муки при ежедневном подвозе в размере не менее суточной потребности.
В июне 1918 года выехал в Ростов, затем в Новороссийск (вместе с правлением дороги). В марте 1920 года выехал за границу. Затем ненадолго вернулся в Крым, где входил в состав Особого экономического совещания для обсуждения мероприятий к экономическому подъёму Юга России, организованного генералом П. Н. Врангелем. В октябре 1920 года был начальником Управления путей сообщения в Правительстве Юга России, возглавлявшемся А. В. Кривошеиным. Окончательно покинул Россию вместе с армией Врангеля.
Жил в Белграде, где возглавлял Югославянский союз инженеров и промышленное общество «Техника». Затем переехал в Германию. С 1927 года жил во Франции, руководил созданным А. Ф. Треповым русским строительным обществом «Котриб». Был товарищем председателя, с 1931 года — председателем Федерации русских инженеров за границей. Был также председателем совета Российского центрального объединения. Публиковался в эмигрантской прессе.
Умер в Берлине 3 января 1933 года. Похоронен на кладбище Тегель.
В Москве в 1999 году вышла его книга мемуаров: «Записки инженера. Воспоминания, впечатления, мысли о революции».

## Награды
- Орден Святого Станислава 3-й степени (02.04.1895)
- Орден Святой Анны 3-й степени (30.07.1896)
- Орден Святого Станислава 2-й степени (14.04.1902)
- Орден Святой Анны 2-й степени (17.04.1905)
- Орден Святого Владимира 4-й степени (22.04.1907)
- Орден Святого Владимира 3-й степени (14.04.1913)
- Орден Святого Станислава 1-й степени (30.09.1915)
- Орден Святой Анны 1-й степени (30.11.1916)
- Светло-бронзовая медаль «За труды по отличному выполнению всеобщей мобилизации 1914» (12.02.1915)

Иностранные:
- Датский орден Данеброг, кавалерский крест (1893)
- Гессенский орден Филиппа Великодушного, кавалерский крест (1898)
- Румынский орден Короны, большой крест (1909)
- Прусский орден Короны 2-й степени (1910)

## Семья
Жена — дочь грозненского купца первой гильдии Александра Николаевна Ярмонкина. Сыновья — Сергей (25.12.1895—21.10.1968, Монреаль, Канада) и Дмитрий.